# Tamsyn Hayes
Tamsyn Hayes (* 12. April 1985) ist eine ehemalige Triathletin aus Neuseeland. Sie wird in der Bestenliste neuseeländischer Triathletinnen auf der Ironman-Distanz geführt.

## Werdegang
Tamsyn Hayes startete für den Dunedin Triathlon Club und war seit 2012 als Profi-Triathletin aktiv.
Sie belegte 2012 in Roth den 16. Rang bei der Triathlon-Europameisterschaft auf der Langdistanz.
Seit 2016 tritt Tamsyn Hayes nicht mehr international in Erscheinung.

### Privates
Tamsyn Hayes studierte in Dunedin an der University of Otago. Hayes lebt mit ihrem Verlobten, dem Triathleten Glen McSkimming in Dunedin.
Im September 2015 kam ihre Tochter zur Welt.

## Sportliche Erfolge
| Datum/Jahr    | Rang | Wettbewerb                             | Austragungsort | Zeit     | Bemerkung                                                      |
| ------------- | ---- | -------------------------------------- | -------------- | -------- | -------------------------------------------------------------- |
| 3. Aug. 2013  | 1    | Erlanger Triathlon                     | Erlangen       | 02:15:44 | Siegerin Kurztriathlon                                         |
| 20. Juli 2013 | 2    | Allgäu Triathlon                       | Immenstadt     |          | Zweite bei der Allgäu-Classic – hinter der Deutschen Nina Kuhn |
| 30. Juni 2013 | 1    | Rothsee-Triathlon                      | Roth           | 02:12:47 |                                                                |
| 23. Juni 2013 | 5    | Challenge Aarhus                       | Aarhus         | 04:50:12 | auf der Halbdistanz                                            |
| 7. Jan. 2012  | 3    | Port of Tauranga Half Ironman          | Tauranga       | 04:30:16 | [ 2 ]                                                          |
| 11. Sep. 2011 | 8    | ITU Triathlon World Championship 25-29 | Peking         | 02:23:42 |                                                                |
| 12. Sep. 2009 | 35   | ITU Triathlon World Championship 20-24 | Gold Coast     | 02:22:21 |                                                                |

| Datum/Jahr    | Rang | Wettbewerb           | Austragungsort | Zeit     | Bemerkung                                                               |
| ------------- | ---- | -------------------- | -------------- | -------- | ----------------------------------------------------------------------- |
| 14. Aug. 2016 | 5    | Challenge Regensburg | Regensburg     | 10:09:07 |                                                                         |
| 20. Feb. 2016 | DNF  | Challenge Wanaka     | Wanaka         | –        |                                                                         |
| 14. Sep. 2014 | 5    | Challenge Weymouth   | Weymouth       | 09:20:34 | Die Schwimmdistanz musste witterungsbedingt verkürzt werden auf 1,9 km. |
| 24. Aug. 2014 | 4    | Ironman Copenhagen   | Kopenhagen     | 09:34:42 |                                                                         |
| 2014          | 4    | Challenge Wanaka     | Lake Wānaka    | 10:11:57 | auf der Langdistanz                                                     |
| 18. Aug. 2013 | 5    | Ironman Copenhagen   | Kopenhagen     | 09:29:44 | bei der Erstaustragung neue persönliche Bestzeit auf der Langdistanz    |
| 2013          | 5    | Challenge Wanaka     | Lake Wānaka    |          | auf der Langdistanz                                                     |
| 8. Juli 2012  | 16   | Challenge Roth       | Roth           | 09:41    | Triathlon-Europameisterschaft auf der Langdistanz                       |
| 21. Jan. 2012 | 7    | Challenge Wanaka     | Lake Wānaka    | 10:16:23 | auf der Langdistanz                                                     |
| 10. Juli 2011 | 21   | Challenge Roth       | Roth           | 10:23:40 |                                                                         |
| 2011          |      | Challenge Wanaka     | Lake Wānaka    | 11:06:53 | Siegerin der Altersklasse W18-29                                        |

(DNF – Did Not Finish)